# Coppa Italia 1966 (hockey su pista)
La Coppa Italia 1966 è stata la 1ª edizione della principale coppa nazionale italiana di hockey su pista. La manifestazione si è conclusa il 16 ottobre 1966.
Il trofeo è stato conquistato dal Novara per la prima volta nella sua storia.

## Risultati

### Semifinali
| Squadra 1      | Risultato | Squadra 2         |
| -------------- | --------- | ----------------- |
| 5 ottobre 1966 |           |                   |
| Novara         | 7 - 2     | Marzotto Valdagno |
| Lodi           | 3 - 2     | DLF Trieste       |

### Finale
| Squadra 1 | Totale | Squadra 2 | Andata | Ritorno |
| --------- | ------ | --------- | ------ | ------- |
| Lodi      | 2 - 8  | Novara    | 2 – 3  | 0 – 5   |

#### Gara di andata
| Lodi 12 ottobre 1966 | Lodi      | 2 – 3                                                 | Novara | Pista Revellino |
| \| \| \| \| \| G. Bisleri 48'00" M. Simonetti 49'00" \| Marcatori \| 4'00" R. Zaffinetti 17'00" E. Crotti 38'00" E .Marcon \| |           |                                                       |        |                 |
| |           |                                                       |        |                 |
| G. Bisleri 48'00" M. Simonetti 49'00"                                                                                         | Marcatori | 4'00" R. Zaffinetti 17'00" E. Crotti 38'00" E .Marcon |        |                 |

| Lodi        |  |                  |
|             |  |                  |
|             |  | Giuseppe Bisleri |
|             |  | Piero Carini     |
|             |  | Aldo Gelmini     |
|             |  | Maurizio Gelmini |
|             |  | Antonio Patrini  |
|             |  | Pietro Peja      |
|             |  | Mario Simonetti  |
| E           |  | Rinaldo Uggeri   |
| Allenatore: |  |                  |
|             |  |                  |

| Novara        |  |                   |
|               |  |                   |
|               |  | Gianpietro Aina   |
|               |  | Pierluigi Colombo |
|               |  | Ernesto Crotti    |
|               |  | Erasmo Marcon     |
| E             |  | Franco Mora       |
|               |  | Mario Romussi     |
| E             |  | Renzo Zaffinetti  |
| Allenatore:   |  |                   |
| Angelo Grassi |  |                   |

#### Gara di ritorno
| Novara 16 ottobre 1966 | Novara          | 5 – 0 | Lodi | Pista in viale Buonarroti\| Arbitro: \| Farneti (Monza) \| |
| Arbitro:               | Farneti (Monza) |       |      |                                                            |

| Novara        |  |                   |
|               |  |                   |
|               |  | Gianpietro Aina   |
|               |  | Pierluigi Colombo |
|               |  | Ernesto Crotti    |
|               |  | Erasmo Marcon     |
| E             |  | Franco Mora       |
|               |  | Mario Romussi     |
| E             |  | Renzo Zaffinetti  |
| Allenatore:   |  |                   |
| Angelo Grassi |  |                   |

| Lodi        |  |                  |
|             |  |                  |
|             |  | Giuseppe Bisleri |
|             |  | Piero Carini     |
|             |  | Aldo Gelmini     |
|             |  | Maurizio Gelmini |
|             |  | Antonio Patrini  |
|             |  | Pietro Peja      |
|             |  | Mario Simonetti  |
| E           |  | Rinaldo Uggeri   |
| Allenatore: |  |                  |
|             |  |                  |